# Scuola trasporti e materiali
La Scuola Trasporti e Materiali dell'Esercito Italiano, ubicata a Roma è l'istituto preposto alla formazione del personale dell'Esercito, delle altre Forze Armate e dei Corpi Armati dello Stato impiegato nei settori logistici di competenza dell'Arma dei Trasporti e Materiali.

## Storia
Nonostante la costituzione delle unità corazzate negli anni 30, il Servizio della Motorizzazione fino al 1945 non possedeva una vera e propria scuola. Durante la guerra, gli ufficiali del servizio permanente automobilisti venivano reclutati attraverso corsi regolari all'Accademia Militare di Modena o mediante concorsi straordinari per ufficiali di complemento e/o sottufficiali con specifici requisiti.
La nascita della prima istituzione scolastica della motorizzazione avvenne il 12 gennaio 1945, con la costituzione della Scuola Autieri, che dipendeva dal Comando divisione "Piceno" per le necessità dei gruppi di combattimento. Al termine delle ostilità il Comando “Piceno” si trasformò in Comando Scuole Centrali, con alle dipendenze la Scuola Specialisti della Motorizzazione con sede in Cecchignola, nata per trasformazione della Scuola Autieri, la Scuola Autoblindisti di Roma – Tor di Quinto e la Scuola Meccanici Operai d'Artiglieria di Civitavecchia. 
Il 12 gennaio 1946 fu costituita a Roma la Scuola della Motorizzazione formata da un Comando, dalle già menzionate Scuola Autieri e Scuola Meccanici Operai d'Artiglieria, da un reparto trasporti e da un'officina. Nel novembre dello stesso anno a seguito della soppressione del Comando delle Scuole Centrali, la neo-costituita Scuola della Motorizzazione passò alle dipendenze dell'Ispettorato Generale della Motorizzazione mentre la Scuola Autoblindisti passò alle dipendenze della Scuola di Fanteria e si trasformò, nel 1951, in Scuola Truppe Corazzate.
Nel 1947 venne costituita, alle dipendenze della Scuola della Motorizzazione, la Scuola Istruttori che nel 1949 si trasformò in Scuola di Applicazione del Servizio Automobilistico.
Nello stesso anno, il 1° ottobre, la Scuola della Motorizzazione cambiò denominazione in Scuole della Motorizzazione con una struttura, che rimase pressoché immutata fino al 31 dicembre 1983, costituita da:
- Comando Scuole della Motorizzazione dipendente sempre dall'Ispettorato Generale della Motorizzazione;
- Scuola di Applicazione del Servizio Automobilistico, costituita anch'essa il 1° ottobre 1949, che effettuava corsi di applicazione della durata di due anni per gli ufficiali in SPE, corsi allievi ufficiali di complemento della durata di 5 mesi, corsi per ufficiali delle varie armi addetti agli automezzi, corsi di aggiornamento e valutativi per ufficiali della motorizzazione;
- Scuola Specializzati della motorizzazione, costituita nel 1950 per riconfigurazione della preesistente Scuola Specialisti della Motorizzazione che svolgeva corsi per SU, capi meccanici e capi operai, SU di complemento, allievi SU effettivi, volontari allievi specializzati (V.A.S.) e per militari di leva delle specializzazioni più pregiate in organico alle officine (radiatoristi, montatori, verificatori di pompe d'iniezione, saldatori, aggiustatori, tornitori, falegnami scoccai, verniciatori, vulcanizzatori, tappezzieri, motoristi, fabbri fucinatori, elettromagnetisti);
- Scuola meccanici e conduttori automezzi, costituita il 1° aprile 1950 per riconfigurazione della preesistente Scuola Addestramento Autieri, che svolgeva corsi di specializzazione per meccanici di automezzi del Servizio automobilistico e delle varie armi e Servizi e corsi di specializzazione peri V.A.S. conduttori scelti di autoveicoli comuni e speciali.

### La nascita della Scuola Trasporti e Materiali
Il 1° gennaio 1984, a seguito della ristrutturazione dei Servizi Trasporti e Materiali, le scuole subirono una nuova trasformazione e vennero definiti tre distinti istituti scolastici:
- la Scuola Trasporti e Materiali per la preparazione dei quadri del Corpo Automobilistico e l'addestramento pluribranca del personale operante nei Servizi Trasporti e Materiali;
- la Scuola della Motorizzazione per l'addestramento specialistico nel settore dei mezzi ruotati e cingolati;
- il Centro Specialisti Armamento Esercito (CSAE) di Piacenza per l'addestramento tecnico sulle armi, artiglierie, munizioni ed esplosivi.

Con decreto 20 giugno 1984 riceve la Bandiera d'Istituto, tuttavia con la soppressione della Scuola della Motorizzazione, alla Scuola Trasporti e Materiali viene concessa la custodia della Bandiera di guerra del Corpo Automobilistico (conseguentemente la Bandiera d'Istituto viene versata al Sacrario del Vittoriano il 14 gennaio 1992). 
Il processo di unificazione fu completato nel 1992 in tre fasi successive: 
- 1° gennaio allorquando il CSAE passò alle dirette dipendenze della Scuola Trasporti e Materiali, quale distaccamento;
- 12 ottobre quando i moduli addestrativi dei tecnici elettronici per i missili controcarro e degli elettrogenisti, provenienti dalla disciolta Scuola Tecnici Elettronici dell'Esercito furono assorbiti dalla Scuola Trasporti e Materiali;
- 24 novembre quando a seguito della soppressione tutti i moduli addestrativi del CSOE passarono alla Scuola Trasporti e Materiali.

A seguito di questi provvedimenti ordinativi le attività addestrative della Scuola abbracciavano l'intero settore dei materiali d'armamento e quello dei trasporti per via ordinaria cui, nel periodo dicembre 1993 – settembre 1998 si è aggiunta anche la responsabilità dei corsi antisabotaggio transitati successivamente nelle competenze della disciolta Scuola del Genio. 
Il 21 aprile 1997, la Scuola è transitata alle dipendenze del neonato Ispettorato Logistico dell'Esercito e successivamente, dal 1° marzo 2001, a seguito della fusione degli Ispettorati delle Scuole e delle Armi e del riordino di tutta l'area scolastico-addestrativa dell'Esercito, è transitata alle dipendenze dell'Ispettorato per la Formazione e la Specializzazione (poi Comando delle Scuole dell'Esercito).
Successivamente alla costituzione, il 1º agosto 2001, del nuovo Reggimento di Supporto "Cecchignola" nato con il compito di supportare tutti gli enti del comprensorio della Cecchignola, la Scuola è stata riorganizzata in senso riduttivo e ha perso il Battaglione di Supporto Logistico e l'Ufficio Amministrazione fino ad allora parte integrante dell'Istituto.

### Soppressione della Scuola e costituzione del Comando Logistico di Proiezione
Il 3 agosto 2009 la Scuola passa alle dipendenze del Comando dei Supporti delle Forze Operative Terrestri dove rimane fino alla sua soppressione alle ore 23.59 del 23 settembre 2010 per effetto dei provvedimenti di razionalizzazione adottati dal Capo di SME.
Le tradizioni dell'Istituto vengono ereditate dal Comando Logistico di Proiezione, in particolare dal Reggimento Addestrativo, che viene costituito per riorganizzazione della Scuola stessa e della Brigata Logistica di Proiezione il 24 settembre 2010. 

### Ricostituzione della Scuola
Tre anni dopo, in esito ad un ulteriore provvedimento di riconfigurazione ordinativa, viene soppresso il Comando Logistico di Proiezione e in data 13 settembre 2013 viene ricostituita la Scuola Trasporti e Materiali con una struttura pressoché identica a quella preesistente e posta alle dipendenze del Comando per la Formazione, Specializzazione e Dottrina dell'Esercito.
Il 30 settembre 2016 la Scuola Trasporti e Materiali subisce l'ennesima riorganizzazione nel giro di pochi anni. 
In particolare:
- il Comando Scuola si trasforma in Comando dei Supporti Logistici;
- il Reggimento Addestrativo si trasforma in Scuola Trasporti e Materiali, ereditando di fatto tutte le tradizioni della preesistente Scuola, posta alle dipendenze del Comando dei Supporti Logistici posto, a sua volta, alle dipendenze Comando delle Forze Operative Terrestri di Supporto.

La Scuola conserverà il grado apicale di Colonnello fino al 30 settembre 2020 allorquando, in esito a nuovi provvedimenti di razionalizzazione ordinativa adottati dallo Stato Maggiore dell'Esercito, la Scuola viene abbassata a livello battaglione con il grado apicale di Tenete Colonnello.
Successivamente il 1° gennaio 2022 l'Istituto viene posto alle dipendenze del Comando Trasporti e Materiali mentre il Comando dei Supporti Logistici viene posto alle dipendenze del Comando Logistico dell'Esercito. Tale processo di trasformazione si conclude il 1º febbraio 2023 allorquando vengono adeguate le tabelle organiche dell'Istituto che viene nuovamente elevato al rango reggimentale con il grado apicale di Colonnello.

## Stemma araldico

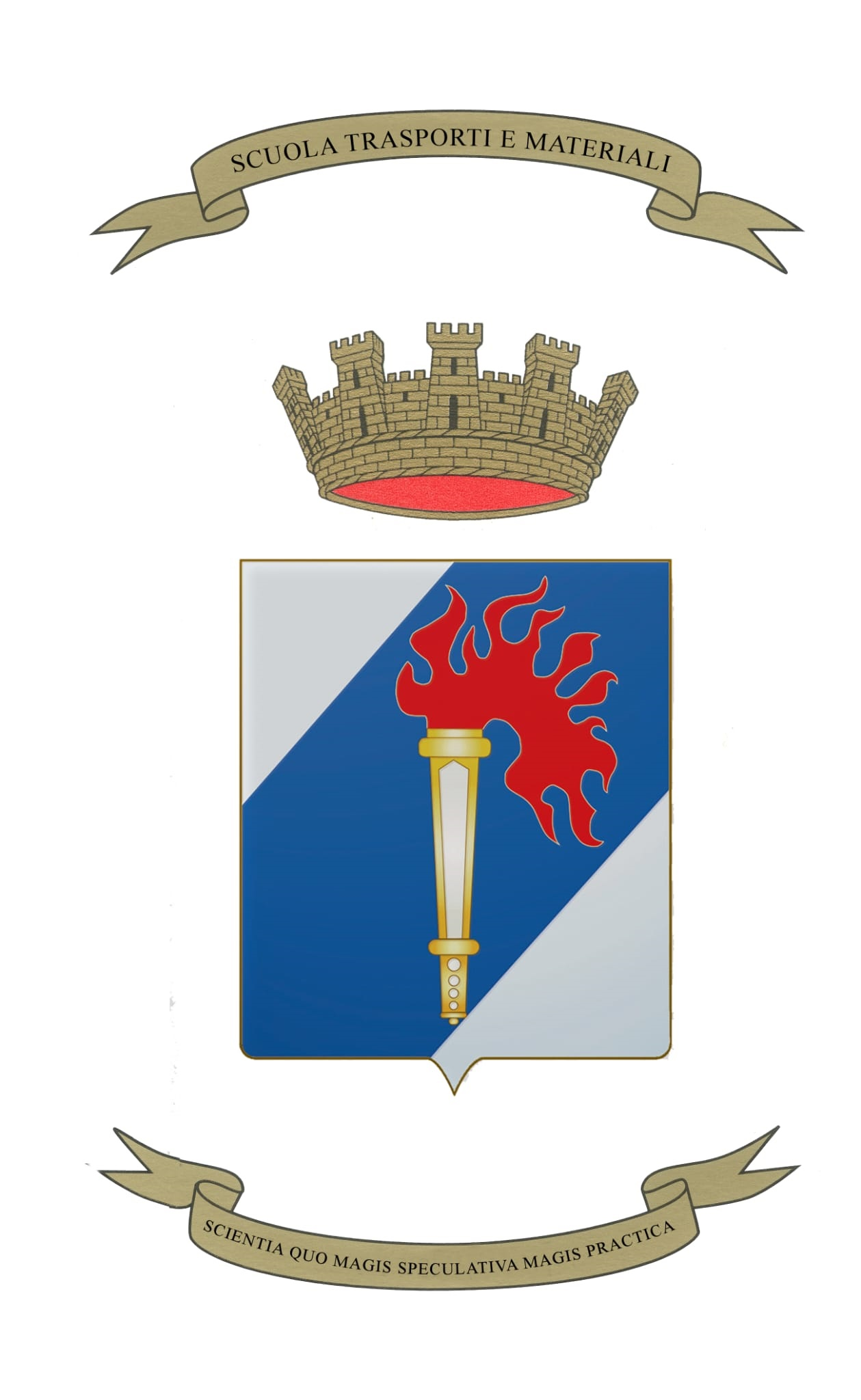

Lo stemma è stato concesso con decreto del presidente della Repubblica del 26 luglio 1984.
D'argento, alla sbarra di larghezza doppia, d'azzurro, caricata della teda d'oro, posta in palo, accesa di rosso e d'oro, la fiamma sfuggente a sinistra, sopraccaricata dalla daga d'argento, con la punta verso il capo.
Ornamenti esteriori: 
- sopra lo scudo, è sormontato dalla corona turrita degli Enti Militari
- sotto lo scudo, su lista bifida d'oro, svolazzante, collocata sotto la punta dello scudo, incurvata con la concavità rivolta verso l'alto, il motto, in lettere capitali di nero: "SCIENTIA QUO MAGIS SPECULATIVA MAGIS PRACTICA".

Lo smalto d'argento dello sfondo è tipico delle tavole di aspettazione dei reparti di nuova costituzione in mancanza di particolari imprese o campagne militari da blasonare. Sulla sbarra in azzurro (colore della lealtà e del valore) è riportata la fiaccola d'oro ad indicare la funzione addestrativa dell'Ente la cui opera di formazione è finalizzata ad insegnare ai giovani l'amor patrio e il senso del dovere; la daga romana è simbolo di virtù guerriera.
Il motto latino di Gottfried Wilhelm von Leibniz intende incoraggiare negli allievi la passione per la ricerca e l'approfondimento al fine di formare personale idoneo ad assolvere i compiti assegnati presso i futuri reparti d'impiego.

## Banda dell'Arma Trasporti e Materiali
La Banda — già Banda della Scuola Trasporti e Materiali — è stata fondata nel 1980 grazie all'iniziativa del Generale Mario Clivio, all'epoca Comandante delle Scuole della Motorizzazione, per rispondere alle esigenze istituzionali e logistiche del Presidio Militare della Cecchignola. La banda è diventata nel tempo veicolo di divulgazione della musica in Italia e all'estero con un repertorio che comprende, oltre alle tradizionali marce militari, anche brani originali e trascrizioni di musica classica e contemporanea.
Attualmente, la banda dipende direttamente dal Comandante della Scuola Trasporti e Materiali anche se ha assunto la nuova denominazione di Banda dell'Arma Trasporti e Materiali.
La Banda partecipa regolarmente a cerimonie su tutto il territorio nazionale, che siano di carattere militare, civile o religioso, oltre a essere presente nei cambi della guardia al Quirinale. A livello internazionale, la banda ha rappresentato l'Italia anche all'estero, come avvenuto in Francia, in Belgio o in occasione del primo Festival Internazionale delle Bande Militari a Koblenza, in Germania nel 2001.
La formazione, composta da circa quaranta elementi, dal 2005 è diretta dal 1º Maresciallo Luogotenente Fioravante Santaniello, Maestro diplomato ai conservatori di Salerno e Frosinone che vanta nel suo curriculum la presenza nella Banda dell'Esercito e la collaborazione come aggiunto musicista presso la prestigiosa orchestra della scala di Milano.

## Struttura organica dell'Istituto
L'attuale Istituto è composto da:
- Banda dell'Arma Trasporti e Materiali;
- Comando Scuola - Ufficio Personale, Ufficio Logistico e Ufficio Formazione, Addestramento e Studi;

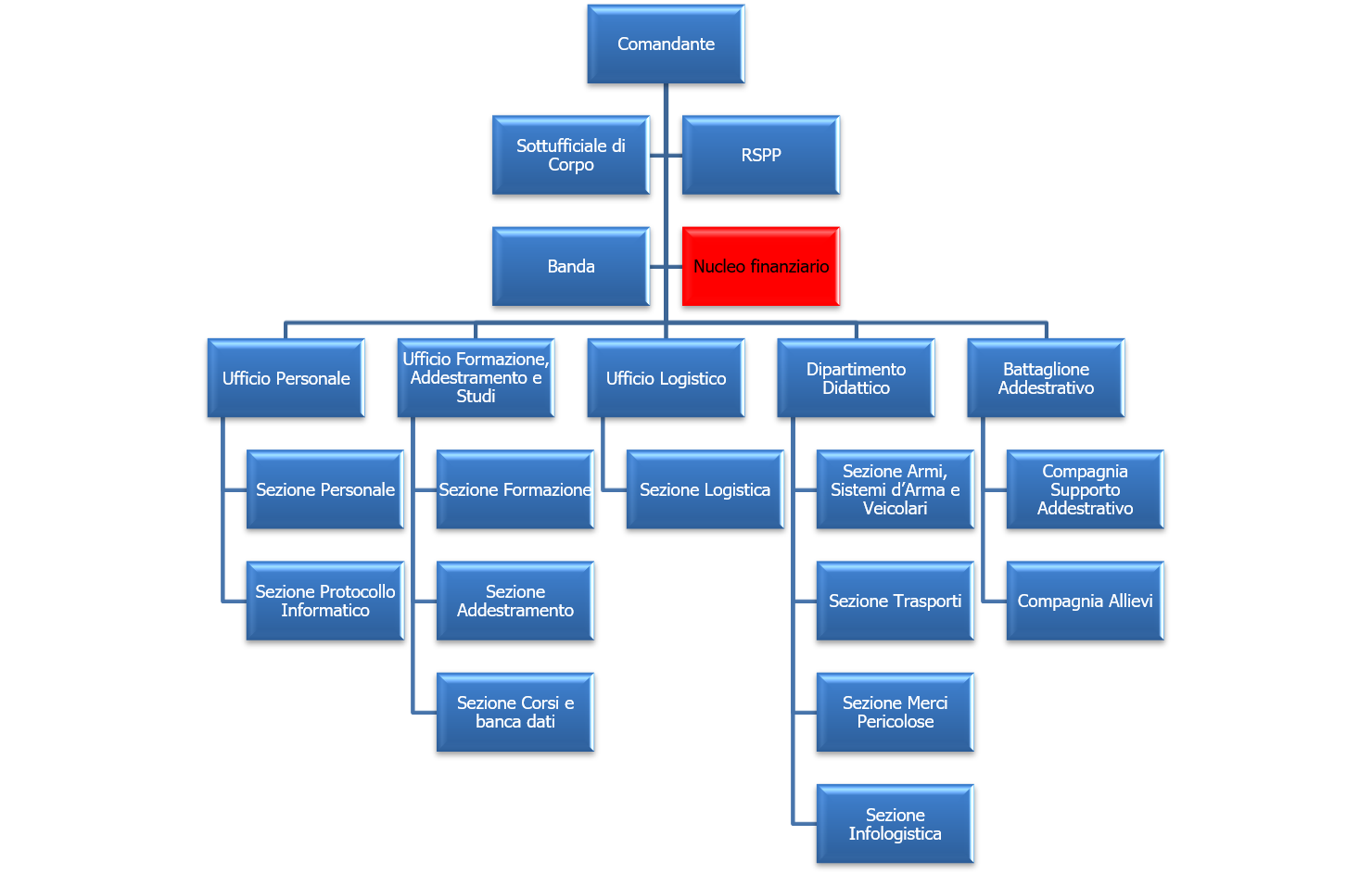

- Battaglione Addestrativo - Compagnia Allievi e Compagnia Supporto Addestrativo;
- Dipartimento Didattico - Sezione Armi, Sistemi d'Arma e Veicolari; Sezione Merci Pericolose, Sezione Trasporti e Sezione Infologistica.

## I comandanti
| N.  | Grado      | Cognome e Nome        | dal               | Al                |
| --- | ---------- | --------------------- | ----------------- | ----------------- |
| 1°  | Magg. Gen. | RICCI Michele         | 1º gennaio 1984   | 02 settembre 1984 |
| 2°  | Magg. Gen. | PELLIZOLA Umberto     | 03 settembre 1984 | 27 settembre 1988 |
| 3°  | Magg. Gen. | MESSINA Gaetano       | 28 settembre 1988 | 08 dicembre 1991  |
| 4°  | Magg. Gen. | ARONICA Ignazio       | 09 dicembre 1991  | 20 aprile 1994    |
| 5°  | Magg. gen. | VISELLI Michelangelo  | 21 aprile 1994    | 30 marzo 1995     |
| 6°  | Col.       | DE LUCA Vincenzo      | 31 marzo 1995     | 19 settembre 1995 |
| 7°  | Magg. Gen. | SEVERINI Luciano      | 20 settembre 1995 | 17 dicembre 1995  |
| 8°  | Col.       | GIUDICE Francesco     | 18 dicembre 1995  | 09 aprile 1996    |
| 9°  | Brig. Gen. | PARLATO Saverio       | 10 aprile 1996    | 04 ottobre 1998   |
| 10° | Brig. Gen. | SPORTELLI Alfonso     | 05 ottobre 1998   | 30 marzo 1999     |
| 11° | Col.       | TRIA Italo            | 31 marzo 1999     | 08 luglio 1999    |
| 12° | Brig. Gen. | DE LUCA Vincenzo      | 09 luglio 1999    | 31 dicembre 2002  |
|     | Magg. Gen. | DE LUCA Vincenzo      | 1º gennaio 2003   | 09 luglio 2006    |
| 13° | Brig. Gen. | NICOLINO Santone      | 10 luglio 2006    | 08 luglio 2007    |
| 14° | Brig. Gen. | TRIA Italo            | 09 luglio 2007    | 12 settembre 2010 |
| 15° | Brig. Gen. | SCENNA Gianpaolo      | 13 settembre 2013 | 11 dicembre 2015  |
| 16° | Brig. Gen. | TOTTERI Claudio       | 12 dicembre 2015  | 30 settembre 2016 |
| 17° | Col.       | LORENZETTI Alessandro | 01 ottobre 2016   | 24 ottobre 2019   |
| 18° | Col.       | MIGLIO Piercarlo      | 25 ottobre 2019   | 30 settembre 2020 |
| 19° | Ten. Col.  | de GENNARO Alessio    | 01 ottobre 2020   | 31 marzo 2021     |
| 20° | Ten. Col.  | ANTONINO Davide       | 01 aprile 2021    | 14 ottobre 2021   |
| 21° | Ten. Col.  | ANASTASI Davide       | 15 ottobre 2021   | 27 ottobre 2022   |
| 22° | Ten. Col.  | REPOLA Daniele        | 28 ottobre 2022   | 05 ottobre 2023   |
| 23° | Col.       | DE LUCA Giuseppe      | 06 ottobre 2023   | 08 maggio 2025    |
| 24° | Col.       | CAPRIGLIONE Stefano   | 09 maggio 2025    | in corso          |